# Акулово (деревня, Одинцовский район)
Акулово — деревня в  Московской области. В рамках административно-территориального устройства входит (с 2019 года) в город областного подчинения Одинцово с административной территорией, в рамках организации местного самоуправления включается в   Одинцовский городской округ. 
Население — 68 чел. (2010). В деревне находится железнодорожная станция Акулово Большого кольца МЖД. 

## География

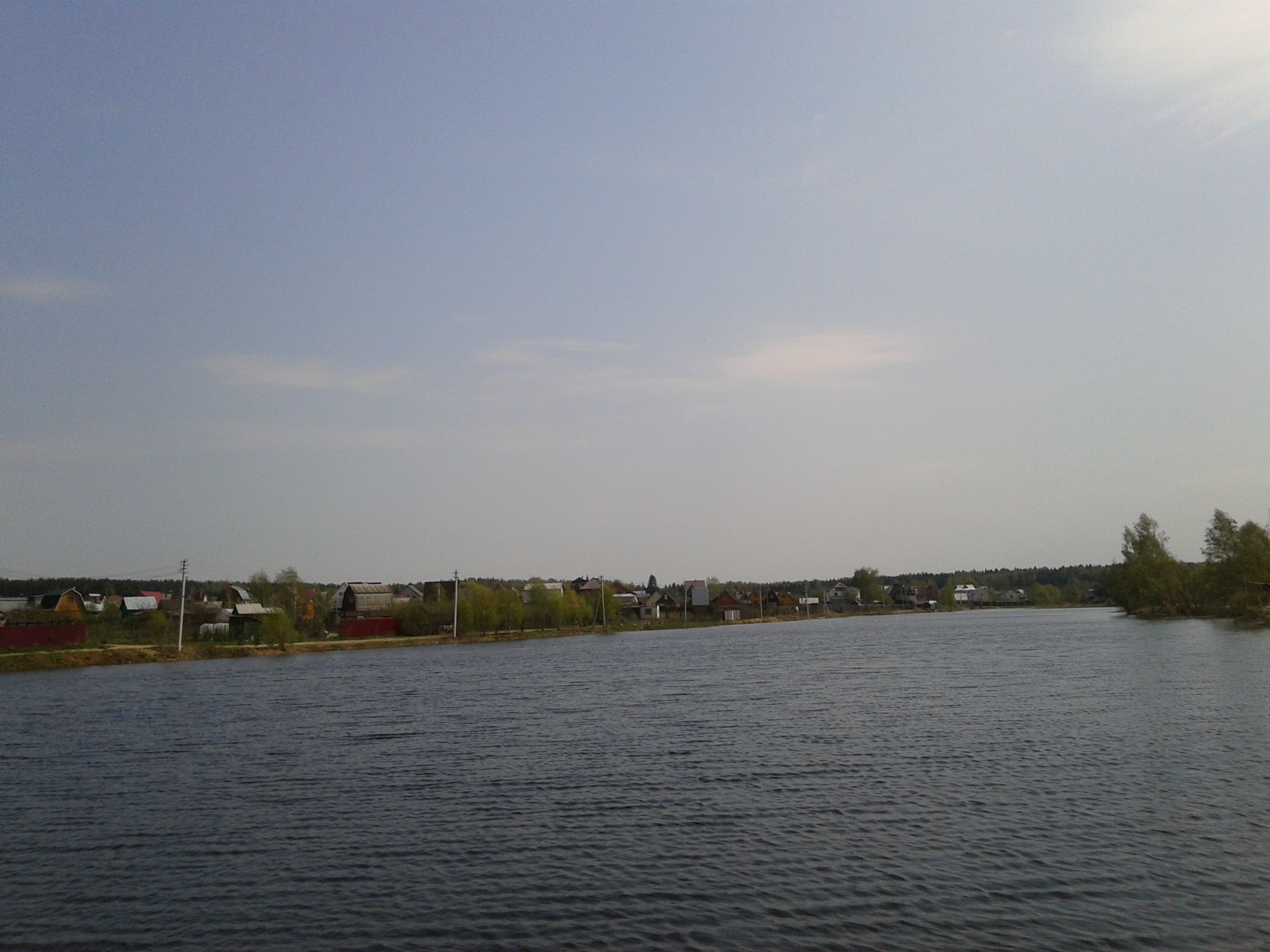
Река Мята в Акулове

Деревня расположена на правом берегу речки Мята (также Дуденка, Песочный ручей, левый приток Нары), у северной окраины южного микрорайона (анклава) Кубинки (бывшего военного городка Кубинка-10), высота центра над уровнем моря 192 м.

## История
Впервые в исторических документах деревня встречается в писцовой книге 1558 года, как починок Окулов (небольшое новое поселение) во владении Савво-Сторожевского монастыря, которому принадлежала до 1764 года.
В годы Великой Отечественной войны Акулово стало крайней точкой наступления фашистских войск на Наро-Фоминском направлении. Их наступление в тыл Западного фронта с 1 по 4 декабря 1941 г. отразили воины 32 стрелковой дивизии 5 армии.
До 2006 года Акулово входило в состав Наро-Осановского сельского округа.
После его упразднения с 2006  по 2019 годы входила в городское поселение Кубинка Одинцовского муниципального района.
После упразднения в 2019 году Одинцовского района деревня вошла в состав административно-территориальной единицы город областного подчинения Одинцово с административной территорией и включена в муниципальное образование Одинцовский городской округ.

## Население
| 2002 | 2006 | 2010 |
| ---- | ---- | ---- |
| 48   | →48  | ↗68  |

### Историческая численность населения
На 1852 год в Акулово числилось 35 двора, 142 души мужского пола и 153 — женского, в 1890 году — 158 человек.
По Всесоюзной переписи 17 декабря 1926 года числилось 49 хозяйств и 210 жителей, на 1989 год — 30 хозяйств и 55 жителей.

## Инфраструктура
8 садовых товариществ.

## Достопримечательности
Мемориал, памятники на братских могилах.

## Транспорт
Приписанная к деревне станция Акулово Большого кольца МЖД находится у противоположной, южной окраины микрорайона.